# Fredrik Adam Smitt
Fredrik Adam Smitt était un zoologiste suédois, né le 9 mai 1839 à Halmstad dans la province de Halland et décédé le 19 février 1904 à Stockholm.

## Biographie
En 1855, Smitt se rend à l'Université de Lund pour étudier. Il passe son doctorat à l'Université d'Uppsala en 1863 et y devient maître de conférences en zoologie. En 1871, il devient professeur au Muséum suédois d'histoire naturelle et y est chargé du département des vertébrés. Il enseigne aussi la zoologie à Stockholm à partir de 1879.
En 1861 et 1868, Smitt accompagne les expéditions suédoises menées aux îles Spitzberg. Entre 1865 et 1867, il réalise des études zoologiques à Copenhague et à Paris. En 1869, il participe aussi comme zoologiste au périple de la frégate Josephine dans l'Océan Atlantique.
Smitt a laissé de nombreux écrits scientifiques, ainsi que des textes de vulgarisation. Parmi ses ouvrages scientifiques, on peut notamment citer Kritisk förteckning öfver de i Riksmuseum befintliga salmonider (publié en 1886) dans lequel il a proposé une classification des différentes familles de saumons. En 1892-1895, il assure également la publication d'une réédition complétée et profondément remaniée de Skandinaviens fiskar que Wilhelm von Wright (1810–1887) avait consacré aux poissons de Scandinavie. Smitt a aussi consacré des ouvrages de vulgarisation aux vertébrés, notamment Ur de högre djurens utvecklingshistoria (publié en 1876) et Ryggradsdjurens geologiska utveckling och slägtskapsförhållanden (publié en 1882).
Outre ses travaux scientifiques, Smitt s'est fait le défenseur de la modernisation des techniques de la pêche au hareng.